# Luka Bašič
Luka Bašič (Lubiana, 7 ottobre 1989) è un ex hockeista su ghiaccio sloveno, di ruolo ala destra.